# 뒤셀도르프 공항
뒤셀도르프 공항(독일어: Flughafen Düsseldorf)(IATA: DUS, ICAO: EDDL)은 독일 노르트라인베스트팔렌주의 주도인 뒤셀도르프에 있는 국제공항으로, 뒤셀도르프 중심가에서 북쪽으로 약 6km 떨어져 있다. 독일에서는 프랑크푸르트, 뮌헨에 이어 3번째로 이용객이 많은 공항이다.

## 역사
1927년 4월 19일 공식적으로 문을 열었으며, 그 해 9월에 공동 소유자인 뒤셀도르프시와 민간기업인 라인철도(Rheinische Bahngesellschaft)가 운영 협약을 체결하였다. 1936년 독일군이 라인란트로 진주하면서 독일 공군기지가 공항 일부에 건설되었고 1939년 9월에 제2차 세계대전이 시작하면서 공군이 공항을 접수하여 민간 항공기의 운항이 전면 중단되었다. 1948년 영국 군정 당국이 민간 항공기의 운항을 재개하기로 결정하였고 새로운 활주로가 건설되면서 1949년에 민간 항공기의 운항이 전면 복구되었다. 1950년 12월 영국 군정 당국이 공항 소유권을 독일에 이관하였고 노르트라인베스트팔렌주와 뒤셀도르프가 소유권을 인수하였다. 1952년에 승객수가 127,000명을 돌파했고 국제 노선의 경우 캐나다, 인도, 브라질, 극동 지방간 노선이 신설되었다. 1955년 루프트 트란스 포르트 우니온이란 새로운 민간 항공사가 설립되어 이 공항을 널리 이용하였다. 1985년에 공항 이용 승객수가 822만 명에 이르러 독일 제2위의 공항이 되고 1996년 12월에는 노르트라인베스트팔렌주에서 보유하던 공항의 소유권이 민간에 매각되었다. 1998년 4월에 라인-루르플루크하펜(Rhein-Ruhr Flughafen)이란 독일어 간판으로 되어 있는 것을 지금의 영어 간판으로 바꾸는 등 이미지를 일신하고 이듬해 4월에 홈페이지를 개설하여 온라인 업무가 개시되었다.

## 운항 노선
| 항공사                                       | 목적지 | 터미널 |
| -------------------------------------------- | --- | ------ |
| 루프트한자                                   | 베를린(테겔), 버밍엄, 시카고(오헤어), 프랑크푸르트, 함부르크, 런던(히드로), 맨체스터, 마이애미, 밀라노(말펜사), 모스크바(도모데도보), 뮌헨, 뉴욕(뉴어크), 파리(샤를 드 골), 로마(레오나르도 다 빈치), 세인트피터슨버그, 토론토(피어슨), 비엔나 계절편 : 안탈리아, 저지, 뉴키, 팔마데마요르카, 레이카비크(케퓰라비크), 도쿄(나리타), 취리히 | A      |
| 루프트한자 리저널 (콘텍트 에어 운영)         | 버밍엄, 드레스덴, 함부르크, 파리(샤를 드 골) 계절편 더블린 | A      |
| 루프트한자 리저널 (루프트한자 시티라인 운영) | 베를린(테겔), 에딘버러, 키예프(보리스필), 라이프치히(할레), 마드리드, 밀라노(말펜사), 오슬로(가르데르모엔), 프라하, 세인트피터스버그, 베니스(마르코폴로), 바르샤바 계절편 : 인버네스 | A      |
| 루프트한자 리저널 (유로윙스 운영)            | 아테네, 바르셀로나, 바젤(뮐루즈), 베를린(테겔), 빌바오, 버밍햄, 부쿠레슈티(앙리코안다), 부다페스트, 드레스덴, 그단스크, 제네바, 예테보리(란드베테르), 카토비체, 라이프치히(할레), 리스본, 리옹, 마드리드, 맨체스터, 밀라노(말펜사), 슈투트가르트, 타인, 뉘른베르크, 오슬로(가르데르모엔), 파리(샤를 드 골), 프라하, 소피아, 스톡홀름(알란다), 토리노, 발렌시아, 베니스(마르코폴로), 비엔나, 바르샤바, 브로츠와프, 취리히, 뉴캐슬 계절편 : 바리, 카타니아, 더블린, 두브로브니크, 노크, 뉴키, 올리비아, 레이캬비크(케플라비크), 자다르 | A      |
| 콘도르                                       | 안탈리아, 두바이, 푸에르테벤투라, 후루가다, 후가르다, 제레즈드라프론, 사이프러스, 라스팔마스데그랑카나리아, 산타크루즈드라팔마, 샴엘셰이크, 테네리페 계절편 : 아가디아, 카니아, 코르푸, 달라맘, 제르바, 헤라클리온, 이비자, 클라겐푸르트, 코오스, 몰타, 메노르카, 로즈, 산토리니 | B,C    |
| TUI 플라이                                   | 안탈리아, 푸에르테벤투라, 후가르다, 란사로테, 라스팔마스데그랑카나리아, 샴엘셰이크, 테네리페 계절편 : 안탈리아, 코르푸, 달라만, 엔피다, 파로, 헤라클리온, 이비자, 제레즈드라프론, 고우스, 룩소르, 마사알람, 미노르카, 팔마 데 마요르카, 파트라스(아록스), 로즈 | B,C    |
| 게르마니아 항공                              | 아다나, 앙카라, 안탈리아, 베이루트, 부르사, 보드룸, 다마스커스, 가지안테프, 하테이, 후가르다, 삼순, 시바스, 술라이마니아, 테키르다그 계절편 : 프리스티나, 트라브존 | C      |
| 독일 스카이 항공                             | 안탈리아, 가지안테프, 란사로테, 라스팔마스데그랑카나리아, 팔마데마요르카 | C      |
| 저먼윙스 항공                                | 프리스티나 | C      |
| 한에어                                       | 룩셈부르크 | B      |
| 함부르크 항공                                | 후가르다 계절편 : 프리스티나, 안탈리아, 알아키바, 부르가스, 바르나 | C      |
| 중국국제항공                                 | 베이징(수도) | A      |
| 전일본공수                                   | 도쿄(나리타) | A      |
| 에미레이트 항공                              | 두바이 | C      |
| 에티하드 항공                                | 아부다비 | C      |
| RAK 항공                                     | 라스알카르마 | C      |
| 엘알 이스라엘 항공                           | 계절편 : 텔아비브 | B      |
| 얄딘샤 항공                                  | 바그다드, 술라이마니아 | C      |
| 중동항공                                     | 계절편 : 베이루트 | C      |
| 터키항공                                     | 이스탄불(아타튀르크) 계절편 : 아다나, 트라브존 | C      |
| 터키항공 (아노돌루 제트 운영)                | 계절편 : 앙카라 | C      |
| 썬익스프레스                                 | 안탈리아, 이스탄불(사비하 괵첸), 이즈미르 | C      |
| 썬익스프레스 (썬익스프레스 도이칠란드 운영)  | 아다나, 앙카라, 가지안테프, 후르가다, 카이세리 | C      |
| 스카이 항공                                  | 안탈리아 | C      |
| 알트라스 제트                                | 계절편 : 안탈리아 | C      |
| 페가수스 항공                                | 아다나, 앙카라, 이스탄불(사비하 괵첸), 카이세리 | C      |
| 페가수스 항공 (이즈 에어 운영)               | 이즈미르 | C      |
| 테일윈드 항공                                | 안탈리아 | C      |
| MAT 항공                                     | 오리드, 스코페 | C      |
| 카이로 항공                                  | 계절편 : 후가르다 | C      |
| 로얄 에어 모로코                             | 나도르 | C      |
| 제트포유                                     | 계절편 : 아가디아 | C      |
| 튀니스에어                                   | 제르바, 엔피다, 튀니스 | C      |
| 노우벌 에어                                  | 엔피다 | C      |
| 영국항공                                     | 런던(히드로) | B      |
| 영국항공 (스칸디나비아 썬에어 운영)          | 빌릴운드 | B      |
| 이지젯                                       | 런던(개트윅), 로마(레오나르도 다 빈치) | B      |
| 제트투컴                                     | 리즈(브래드포드) | C      |
| 플라이비                                     | 버밍엄, 엑서터, 맨체스터, 사우스햄튼 | C      |
| 에어프랑스                                   | 마르세유, 파리(샤를 드 골) | B      |
| 에어프랑스 (브릿 에어 운영)                  | 리옹 | B      |
| 에어프랑스 (레지오날 운영)                   | 낭트, 파리(샤를 드 골), 툴루즈 | B      |
| KLM (KLM 시티호퍼 운영)                      | 암스테르담 | B      |
| 코렌던 항공                                  | 안탈리아 | C      |
| 에어링구스                                   | 더블린 | C      |
| 스위스 국제항공                              | 취리히 | A      |
| 스위스 국제항공 (스위스 유럽항공 운영)       | 취리히 | A      |
| 이지젯 스위스                                | 바젤(뮐루즈) | B      |
| 오스트리아 항공                              | 비엔나 | A      |
| 오스트리아 항공 (티롤 에어 운영)             | 그라츠, 린즈 계절편 : 빈 | A      |
| 인터스카이 항공                              | 프리드리히스하펜 | B      |
| 에어몰타                                     | 몰타 | B      |
| 에게 항공                                    | 테살로니키, 아테네 | B      |
| 이베리아 항공                                | 마드리드 | B      |
| 이베리아 항공 (에어 노스트룸 운영)           | 마드리드 | B      |
| TAP 포르투갈                                 | 리스본 | A      |
| 체코 항공                                    | 프라하 | B      |
| 카페트 에어                                  | 티미소아라 | C      |
| 불가리아 에어 센터                           | 계절편 : 부르가스, 바르나 | C      |
| 에어비아                                     | 부르가스, 바르나 | C      |
| 야트 에어웨이즈                              | 베오그라드 | C      |
| LOT 폴란드 항공                              | 바르샤바 | A      |
| 크로아티아 항공                              | 계절편 : 두브로브니크, 스플릿 | A      |
| 에어발틱                                     | 리가 | B      |
| 노르웨이 에어 셔틀                           | 오슬로(가르데르모엔) | B      |
| 스칸디나비아 항공                            | 코펜하겐, 스톡홀름(알란다), 오슬로(가르데르모엔) | A      |
| 핀에어                                       | 헬싱키 | B      |
| 아에로플로트                                 | 모스크바(세례메티예보) | C      |
| 로시야 항공                                  | 세인트피터슨버그 | C      |
| 에어로스피트 항공                            | 계절편 : 키예프(보리스빌) | C      |
| 델타 항공                                    | 애틀랜타 | C      |

### 화물 노선
| 항공사                | 목적지 |
| --------------------- | ------ |
| 에미레이트 스카이카고 | 두바이 |

## 연계 교통

### 도로 교통
- 고속도로의 경우 M44호선이 연계하고 있다.

### 철도 교통
- DB 노선과 S11 노선으로 뒤셀도르프 HBF에서 뒤셀도르프 국제공항을 거쳐 뒤스부르크 HBF까지 운행하며 고속철도 노선인 ICE도 연계가 가능하며 이 중 S11 노선의 경우 모노레일로 운행한다.

## 통계

### 여객 번호
|                                        | 승객수  | 이동 번호 | 화물 (톤) |
| -------------------------------------- | ------- | --------- | --------- |
| 2000                                   | 16,03만 | 194,016   | 59,361    |
| 2001                                   | 15,40만 | 193,514   | 51,441    |
| 2002                                   | 14,75만 | 190,300   | 46,085    |
| 2003                                   | 14,30만 | 186,159   | 48,419    |
| 2004                                   | 15,26만 | 200,584   | 86,267    |
| 2005                                   | 15,51만 | 200,619   | 88,058    |
| 2006                                   | 16,59만 | 215,481   | 97,000    |
| 2007                                   | 17,83만 | 227,899   | 89,281    |
| 2008                                   | 18,15만 | 228,531   | 90,100    |
| 2009                                   | 17,79만 | 214,024   | 76,916    |
| 2010                                   | 18,98만 | 215,540   | 87,995    |
| 출처 : ADV German Airports Association |         |           |           |

### 복잡한 노선
| 순위 | 도시           | 승객      | 항공사 |
| ---- | -------------- | --------- | --- |
| 1    | 뮌헨           | 1,532,121 | 루프트한자, 에어 베를린 |
| 2    | 베를린(테겔)   | 930,315   | 에어 베를린, 유로윙스, 루프트한자, 루프트한자 시티라인                                                                        |
| 3    | 팔마데마요르카 | 899,499   | 에어 베를린, 콘도르, 루프트한자, TUI 플라이                                                                                   |
| 4    | 런던           | 812,334   | 에어 베를린, 영국항공, 이지젯, 루프트한자                                                                                     |
| 5    | 안탈리아       | 691,381   | 에어 베를린, 콘도르, 독일항공, 독일 스카이 항공, 루프트한자, 페가수스 항공, 스카이 항공, 썬익스프레스, TUI플라이, XL 독일항공 |

## 같이 보기
- 독일의 대중교통
- 베체공항